# بطولة إفريقيا تحت 23 سنة لكرة القدم 2011
بطولة أفريقيا تحت 23 سنة لكرة القدم 2011 هي النسخة الأولى من بطولة أفريقيا تحت 23 سنة لكرة القدم. نهائيات البطولة استضافتها المغرب من 26 نوفمبر ولغاية 10 ديسمبر 2011 بدلا من مصر بسبب الأوضاع الداخلية. يتأهل أفضل ثلاثة فرق مباشرة إلى مسابقة كرة قدم الألعاب الأولمبية الصيفية 2012. في حين يتأهل أفضل فريق صاحب المركز الرابع إلى لعب ملحق مع منتخب من الاتحاد الآسيوي لكرة القدم في إبريل 2012.

## الفرق المتأهلة
اختار الاتحاد الأفريقي لكرة القدم اقامة مسابقة ومرحلة تصفيات لحسم أية اتحادات ممكن أن تمثل أفريقيا في دورة الألعاب الأولمبية 2012. من بين 53 دولة عضو في الاتحاد، قد وافق 39 منها على المشاركة في تصفيات المسابقة.
لكي تتأهل للمسابقة، يجب أن تخوض الدول المشاركة ثلاث جولات تصفيات من مواجهتين.
الفرق المتأهلة:
- المغرب (المستضيف)
- الجزائر
- ساحل العاج
- مصر
- نيجيريا
- جنوب إفريقيا
- السنغال
- الغابون

## الملاعب
| مراكش         | مراكش طنجة مواقع ملاعب بطولة أفريقيا تحت 23 سنة 2011 | طنجة           |
| ملعب مراكش    | مراكش طنجة مواقع ملاعب بطولة أفريقيا تحت 23 سنة 2011 | ملعب طنجة      |
| السعة: 45,000 | مراكش طنجة مواقع ملاعب بطولة أفريقيا تحت 23 سنة 2011 | السعة : 45,000 |
|               | مراكش طنجة مواقع ملاعب بطولة أفريقيا تحت 23 سنة 2011 |                |

## القرعة
أجريت قرعة المسابقة يوم 24 ديسمبر 2011 خلال اجتماع اللجنة التنفيذية للاتحاد الأفريقي في القاهرة، مصر.

## حكام المباريات
أعلنت لجنة الحكام في الاتحاد الإفريقي لكرة القدم أسماء الحكام الذين سيديرون مباريات بطولة أفريقيا تحت 23 سنة 2011:
| الحكام | الحكام المساعدون |
| --- | --- |
| أليوم نيانت بكاري ماجاسا جوزيف لامبتي أبو بكر بانجورا كيروا سيلفستر حمادة نامبياندرازا بوشعيب الأحرش علي لمغيفري سليم الجديدي سيكازوي جاني | جون كلود بيروموشاهو موسي يانوسا ريتشارد مولونجا بوندي أنجيسون أوجباماريام ماروا رونج أدين شومبيتي موفات رضوان عشيق فيليسيان كابوندا أنور حميلة جوزيف جاسون دامو |

## دور المجموعات
جميع الأوقات حسب التوقيت المحلي (UTC)
ولمعرفة صاحب المركز الأول والوصيف في كل مجموعة، ومن المتأهل للدور قبل النهائي في حالة تساوى فريقين في عدد النقاط، سيلجأ الكاف للمعايير التالية:
1. النقاط في المباريات بين المنتخبات المعنية.
2. فارق الأهداف خلال المباريات بين المنتخبات المعنية..
3. عدد الأهداف خلال المباريات بين المنتخبات المعنية..
4. فارق الأهداف خلال جميع مباريات المجموعة.
5. عدد الأهداف خلال جميع مباريات المجموعة.
6. نقاط اللعب النظيف (عدد البطاقات الحمراء والصفراء).
7. سحب القرعة.

### المجموعة الأولى
| فريق    | نقاط | فرق | عليه | له | خ | ت | ف | لعب |
| ------- | ---- | --- | ---- | -- | - | - | - | --- |
| السنغال | 6    | 1+  | 2    | 3  | 1 | 0 | 2 | 3   |
| المغرب  | 6    | 1+  | 1    | 2  | 1 | 0 | 2 | 3   |
| نيجيريا | 3    | 1+  | 4    | 5  | 2 | 0 | 1 | 3   |
| الجزائر | 3    | 3–  | 5    | 2  | 2 | 0 | 1 | 3   |

| نيجيريا | 0 - 1 | المغرب           |
| ------- | ----- | ---------------- |
|         |       | برادة 28' (ركل.) |

| الجزائر      | 1 - 0 | السنغال |
| ------------ | ----- | ------- |
| بن علجية 77' |       |         |

| المغرب       | 1 – 0 | الجزائر |
| ------------ | ----- | ------- |
| تيغدويني 59' |       |         |

| السنغال              | 2 - 1 | نيجيريا      |
| -------------------- | ----- | ------------ |
| مبودج 34' · ساني 42' |       | أوتشيتشي 49' |

| نيجيريا                            | 4 - 1 | الجزائر    |
| ---------------------------------- | ----- | ---------- |
| لاوال 47'، 75'، 85' · أوتشيتشي 87' |       | بونجاح 42' |

| المغرب | 0 - 1 | السنغال |
| ------ | ----- | ------- |
|        |       | با 32'  |

### المجموعة الثانية
| فريق         | نقاط | فرق | عليه | له | خ | ت | ف | لعب |
| ------------ | ---- | --- | ---- | -- | - | - | - | --- |
| مصر          | 6    | 2+  | 1    | 3  | 1 | 0 | 2 | 3   |
| الغابون      | 4    | 1+  | 3    | 4  | 1 | 1 | 1 | 3   |
| ساحل العاج   | 4    | 1–  | 4    | 3  | 1 | 1 | 1 | 3   |
| جنوب إفريقيا | 2    | 2–  | 4    | 2  | 1 | 2 | 0 | 3   |

| مصر      | 1 - 0 | الغابون |
| -------- | ----- | ------- |
| مجدي 50' |       |         |

| جنوب إفريقيا | 1 – 1 | ساحل العاج  |
| ------------ | ----- | ----------- |
| بهينغو 23'   |       | غريفيتس 82' |

| الغابون       | 1 – 1 | جنوب إفريقيا |
| ------------- | ----- | ------------ |
| لينغولاما 80' |       | ماسانغو 40'  |

| ساحل العاج | 1 - 0 | مصر |
| ---------- | ----- | --- |
| كوني 83'   |       |     |

| مصر                  | 2 - 0 | جنوب إفريقيا |
| -------------------- | ----- | ------------ |
| النني 46' · محسن 63' |       |              |

| الغابون                            | 3 - 1 | ساحل العاج |
| ---------------------------------- | ----- | ---------- |
| ندونغ 46'، 49' (ركل.) · ياكوبا 78' |       | تراوري 30' |

## دور خروج المغلوب
جميع الأوقات بالتوقيت المحلي على النحو (ت ع م+01:00)
|  | نصف النهائي      | نصف النهائي |   |           | النهائي                    | النهائي |  |
|  |                  |             |   |           |                            |         |  |
|  | 6 ديسمبر         |             |   |           |                            |         |  |
|  | السنغال          | 0           |   |           |                            |         |  |
|  | الغابون (ب.و.إ.) | 1           |   |           |                            |         |  |
|  |                  |             |   |           |                            |         |  |
|  |                  |             |   |           | 10 ديسمبر                  |         |  |
|  |                  |             |   |           | الغابون                    | 2       |  |
|  |                  | المغرب      | 1 |           |                            |         |  |
|  |                  |             |   |           |                            |         |  |
|  |                  |             |   |           |                            |         |  |
|  |                  |             |   |           | مباراة تحديد المركز الثالث |         |  |
|  | 7 ديسمبر         | 7 ديسمبر    |   | 10 ديسمبر | 10 ديسمبر                  |         |  |
|  | مصر              | 2           |   | السنغال   | 0                          |         |  |
|  | المغرب           | 3           |   |           | مصر                        | 2       |  |

### نصف النهائي
| السنغال | 0 - 1            | الغابون |
| ------- | ---------------- | ------- |
|         | في الوقت الأضافي |         |

| مصر | 2 - 3 | المغرب |
| --- | ----- | ------ |
|     |       |        |

### ملحق المركز الثالث
| السنغال | 0 - 2 | مصر |
| ------- | ----- | --- |
|         |       |     |

### النهائي
| المغرب | 1 - 2 | الغابون |
| ------ | ----- | ------- |
|        |       |         |

## الفائز
| بطل كأس الأمم الأفريقية تحت 23 عاما لكرة القدم 2011 |
| --------------------------------------------------- |
| · الغابون · للمرة الاولى                            |

| المركز الثاني | المركز الثالث | المركز الرابع |
| ------------- | ------------- | ------------- |
| المغرب        | مصر           | السنغال       |

## الهدافون
هدف واحد
- مهدي بن علجية
- بغداد بونجاح
- عدنان تيغدويني
- مبودج
- ساني
- مجدي
- محسن
- النني
- لينغولاما
- مجدي
- غريفيتس
- كوني
- تراوري
- ماسنغو
- بهينغو
- با

هدفين
- يونس المختاري
- اوتشيتشي

ثلاث أهداف
-  عبد العزيز برادة
-  لاوال

## وصلات خارجية
- بطولة أفريقيا تحت 23 سنة